# Тбилиси-Узловая
Тбилиси-Узловая (также Навтлуги или Нафтлуги) — станция Грузинской железной дороги.
Является узловой станцией Грузинской железной дороги в Восточной Грузии. Основана в 1883 году, однако узловой станцией стала лишь в 1915 году, после постройки Кахетинской линии Грузинской железной дороги.
Расположена в районе Самгори города Тбилиси. Рядом со станцией имеются Навтлугский рынок и станция Тбилисского метрополитена «Самгори». Находится в едином комплексе со станцией Тбилиси-Сортировочная и локомотивным депо Тбилиси-Сортировочная.
От станции начинаются ответвления Тбилиси — Гардабани (выход к Азербайджанской железной дороге), Тбилиси — Гурджаани (выход к Телави, Цнорис-цкали и Дедоплисцкаро) и Тбилиси — Марабда (выход к Садахло и Марнеули).
На станции имеются служебные здания, диспетчерская и пакгауз. Построенное в 1979 году здание Навтлугского вокзала было снесено в 2009 году по причине сильной амортизации, но строительство нового вокзального здания не реализовано.
Грузовое движение на станции интенсивное, в день проходит несколько десятков пар поездов как в западном, так и в восточном и южном направлениях. Развито также и пассажирское движение.

## Пассажирские перевозки
По состоянию на 2011 год на станции Навтлуги останавливаются следующие пассажирские поезда:

### Поезда международного сообщения
- № 37 Тбилиси — Баку
- № 38 Баку — Тбилиси
- № 371 Тбилиси — Ереван
- № 372 Ереван — Тбилиси

### Поезда внутреннего сообщения
Из пассажирских поездов внутреннего сообщения от станции Навтлуги (Тбилиси-Узловая) курсировал поезд по маршруту сообщением Тбилиси-Узловая — Ахалкалаки-Пассажирский. Поезд был отменён в связи с реконструкцией линии Марабда — Ахалкалаки со строительством железнодорожного коридора Ахалкалаки — Карс.

### Пригородные электропоезда
- № 611 Тбилиси — Садахло
- № 612 Садахло — Тбилиси
- № 6413 Тбилиси — Гардабани
- № 6414 Гардабани — Тбилиси
- № 6415 Тбилиси — Гардабани
- № 6416 Гардабани — Тбилиси
- № 6601 Тбилиси — Аэропорт
- № 6602 Аэропорт — Тбилиси
- № 6603 Тбилиси — Аэропорт
- № 6604 Аэропорт — Тбилиси
- № 6605 Тбилиси — Аэропорт
- № 6606 Аэропорт — Тбилиси
- № 6607 Тбилиси — Аэропорт
- № 6608 Аэропорт — Тбилиси